# 山岸功典
山岸 功典（やまぎし よしのり）は日本のゲームクリエイター。エニックス→スクウェア・エニックス、株式会社モノビットへの所属を経て、現在は株式会社アナザーエンタテインメント代表取締役。

## 略歴
エニックス（現スクウェア・エニックス）にて、外注担当のチーフプロデューサーとして活動。主にトライエース作品に携わる。そのため、担当作品の延期が多く、『スターオーシャン Till the End of Time』の時は気苦労が絶えないコメントを多々出していた。
「Hゲームを作りたい」と発言し社長に怒鳴られた、という逸話がある。退職の際も副社長にそのことについて弄られたという。
2004年東京ゲームショウに出展された『ラジアータ ストーリーズ』の体験版では、魔法で変身させられたという設定で、ヤギの姿をした「山岸氏」というキャラクターが登場した。
2017年3月31日、スクウェアエニックスを退社。同年4月3日付で株式会社モノビットのVRゲーム事業部部長に就任。VR脱出ゲーム『トリップ・トラップ・トラベラーズ』の製作に携わったのち、モノビットを退社。その後、2019年11月に株式会社アナザーエンタテインメントを立ち上げ、ゲーム製作に復帰している。

## 作品

### エニックス／スクウェア・エニックス
- ドラゴンクエストV 天空の花嫁（1992年） - プロダクションスタッフ
- ドラゴンクエストVI 幻の大地（1995年） - デバッグ
- スーパーファミコン ドラゴンクエストIII そして伝説へ…（1996年） - 制作協力
- いただきストリートシリーズ - 制作協力
  - ドラゴンクエスト&ファイナルファンタジー in いただきストリートSpecial（2004年） - スペシャルサンクス
  - ドラゴンクエスト&ファイナルファンタジー in いただきストリートポータブル（2006年） - スペシャルサンクス
- スターオーシャンシリーズ
  - スターオーシャン（1996年） - プロデューサー
  - スターオーシャン セカンドストーリー（1998年） - プロデューサー
  - スターオーシャン ブルースフィア（2001年） - プロデューサー
  - スターオーシャン Till the End of Time（2003年） - プロデューサー
  - スターオーシャン1 First Departure（2007年） - プロデューサー
  - スターオーシャン4 THE LAST HOPE（2009年） - プロデューサー
- ヴァルキリープロファイルシリーズ
  - ヴァルキリープロファイル（1999年） - プロデューサー
  - ヴァルキリープロファイル2 シルメリア（2006年） - プロデューサー
  - ヴァルキリーアナトミア -ジ・オリジン-（2016年） - プロデューサー
- グランディア エクストリーム（2002年） - プロデューサー
- ラジアータ ストーリーズ（2005年） - プロデューサー
- ソウルイーター モノトーン プリンセス（2008年） - プロデューサー
- マインドジャック（2011年） - プロデューサー
- 新星のグランドユニオン（2013年） - プロデューサー

### モノビット
- トリップ・トラップ・トラベラーズ（2017年） - 開発指揮

### アナザーエンタテインメント
- ウィッチ・アンド・リリィズ（2024年予定） - 企画